# Гобулаю
Го́булаю (ест. Hobulaiu küla) — село в Естонії, у волості Рідала повіту Ляенемаа.

## Населення
На 31 грудня 2011 року в селі не було постійних мешканців.

## Географія

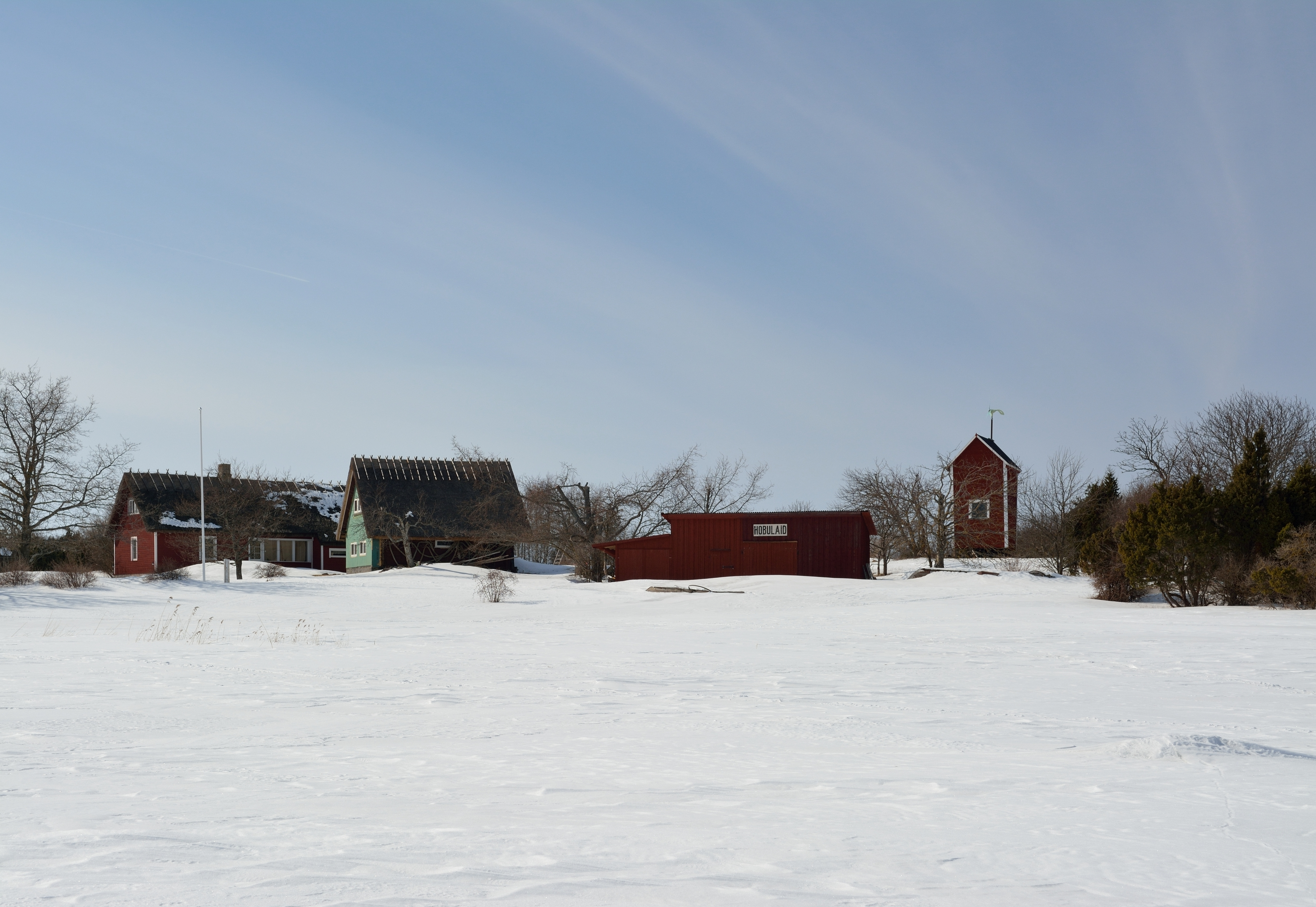
Село Гобулаю

Село лежить на острівці Гобулайд (Hobulaid) у протоці Вяйнамері між островом Вормсі та материком.

## Історія
З 1998 року село відновлено як окремий населений пункт.